# Орченико Инфериоре (Порденоне)
Орченико Инфериоре је насеље у Италији у округу Порденоне, региону Фурланија-Јулијска крајина.
Према процени из 2011. у насељу је живело 2062 становника. Насеље се налази на надморској висини од 25 м.